# Liste des partis politiques en Colombie
La vie politique colombienne est dominée par deux grands partis traditionnels :
- Parti libéral colombien : 37 représentants, 17 sénateurs en 2014 ;
- Parti conservateur colombien : 29 représentants, 19 sénateurs ;

Un troisième grand parti a émergé récemment, regroupant les partisans d'Álvaro Uribe, puis de Juan Manuel Santos : le Parti social d'unité nationale : 39 représentants, 21 sénateurs.

## Autres partis représentés
Parmi les autres partis, ceux qui sont actuellement représentés au Congrès de la République de Colombie sont les suivants : 
- Centre démocratique (parti composé des partisans d'Uribe, à présent opposés à Santos) : 12 représentants et 19 sénateurs ;
- Changement radical : 15 représentants, 9 sénateurs ;
- Parti vert : 6 représentants, 5 sénateurs ;
- Force alternative révolutionnaire commune : 5 représentants, 5 sénateurs ;
- Pôle démocratique alternatif : 3 représentants, 5 sénateurs ;
- Option citoyenne (anciennement parti d'intégration nationale) : 3 représentants, 5 sénateurs  ;
- Mouvement indépendant de rénovation absolue : 1 représentant, 2 sénateurs ;
- Autorités indigènes de Colombie : 2 représentants ;
- Mouvement alternatif indigène et social : 1 sénateur ;
- Alliance sociale indigène : 1 sénateur ;
- Afro Vides : 1 représentant ;
- Alliance sociale indépendante : 1 représentant ;
- Funeco : 1 représentant ;
- Mouvement d'intégration régionale : 1 représentant ;
- Por un Huila Mejor : 1 représentant.

## Partis non représentés
- Alas Équipe Colombie
- Huila nouveau et libéralisme
- Mouvement national
- Mouvement de participation populaire
- Mouvement de rénovation et d'action travailliste
- Mouvement de salut national
- Mouvement national
- Mouvement national progressiste
- Mouvement populaire uni
- Ouverture libérale
- Parti communiste colombien (membre du Pôle démocratique alternatif)
- Parti d'action sociale
- Parti de la Colombie démocratique
- Pour le pays de nos rêves
- Présents pour le socialisme (membre du Pôle démocratique alternatif)
- Union patriotique

## Anciens partis
- Alianza Nacional Popular (1961 - 1998)
- l'Alianza Democrática M-19, issu du mouvement de guérilla Movimiento 19 de Abril (1974 - 1990)
- Colombie d'abord (coalition de partisans d'Uribe, 2002 - 2010)
- Convergence citoyenne (1997 - 2009)
- Mouvement Colombie vivante (2003 - 2009)
- Mouvement révolutionnaire libéral (1959 - 1967)
- Oxígeno Verde (1998 - 2005)
- Parti national (1886 - 1902)
- Parti républicain colombien (1909 - 1921)
- Unión Nacional Izquierdista Revolucionaria (1933 - 1935)